# 国立曼西宫博物馆

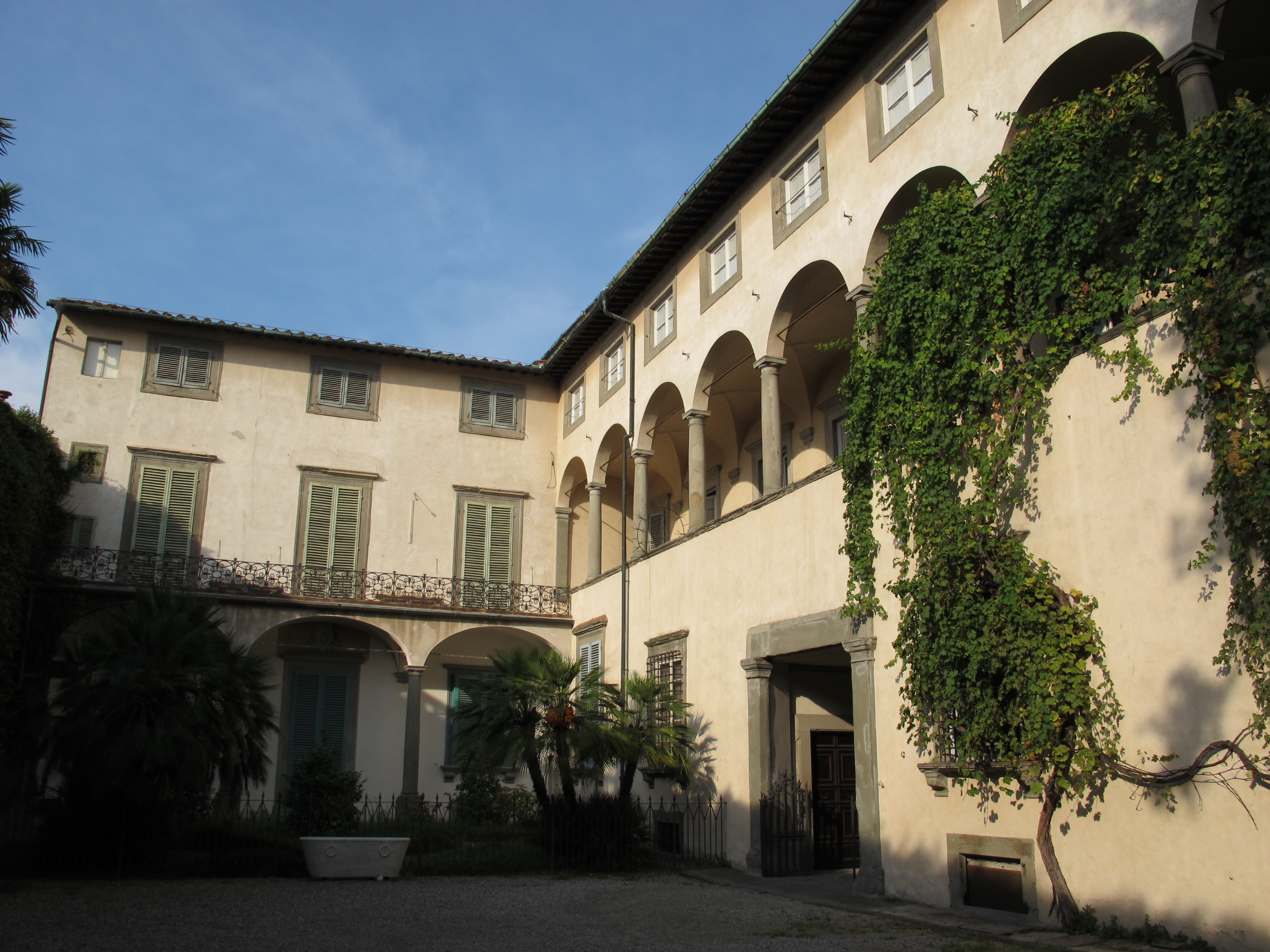
曼西宫的庭院

国立曼西宫博物馆（Museo Nazionale di Palazzo Mansi）是意大利卢卡的艺术博物馆，主要收藏该市拥有的19世纪后的艺术收藏品。所在的巴洛克宫殿原来属于曼西家族，位于卢卡中心。许多原来的房间装饰仍然保留。
1616年，卢卡丝绸商人阿斯卡尼奥曼西和他的后裔购买了一些早期的塔式住宅，现在的立面仍保留了一些早期的文艺复兴窗户。1686年-1691年之间，阿斯卡尼奥的儿子拉斐尔雇佣建筑师Raffaello Mazzanti进行改建，装饰主楼层的房间，设计了大楼梯。较凉爽的底层房间改为夏季住所。
在1960年代中期，曼西家族将宫殿卖给国家，改为国立艺术和挂毯博物馆。